# Macrotrachela samali
Macrotrachela samali är en hjuldjursart som beskrevs av Bartoš 1948. Macrotrachela samali ingår i släktet Macrotrachela och familjen Philodinidae. Inga underarter finns listade i Catalogue of Life.